# Wołodymyr Biłozor
Wołodymyr Biłozor (ur. 1890 we Lwowie, data i miejsce śmierci nieznane) – ukraiński działacz społeczny, lekarz.
Studiował na Uniwersytecie Lwowskim.
W październiku 1914 został powołany do Legionu Ukraińskich Strzelców Siczowych. Od czerwca 1915 był na froncie dowódcą kurenia, następnie do października 1916 jako legionowy lekarz. Do listopada 1918 był lekarzem w koszu USS.
W latach 1918–1920 piastował różne stanowiska lekarskie w Armii Halickiej i Ukraińskiej Armii Halickiej. Po wojnie polsko-ukraińskiej pracował jako lekarz w Kołomyi, organizował tam służbę zdrowia.
W latach 1943–1944 był członkiem Zarządu Wojskowego (Bojowej Uprawy) 14 Dywizji Grenadierów SS jako referent wydziału zdrowia. Po wojnie przebywał na emigracji w Stanach Zjednoczonych.